# Zwalmmolen

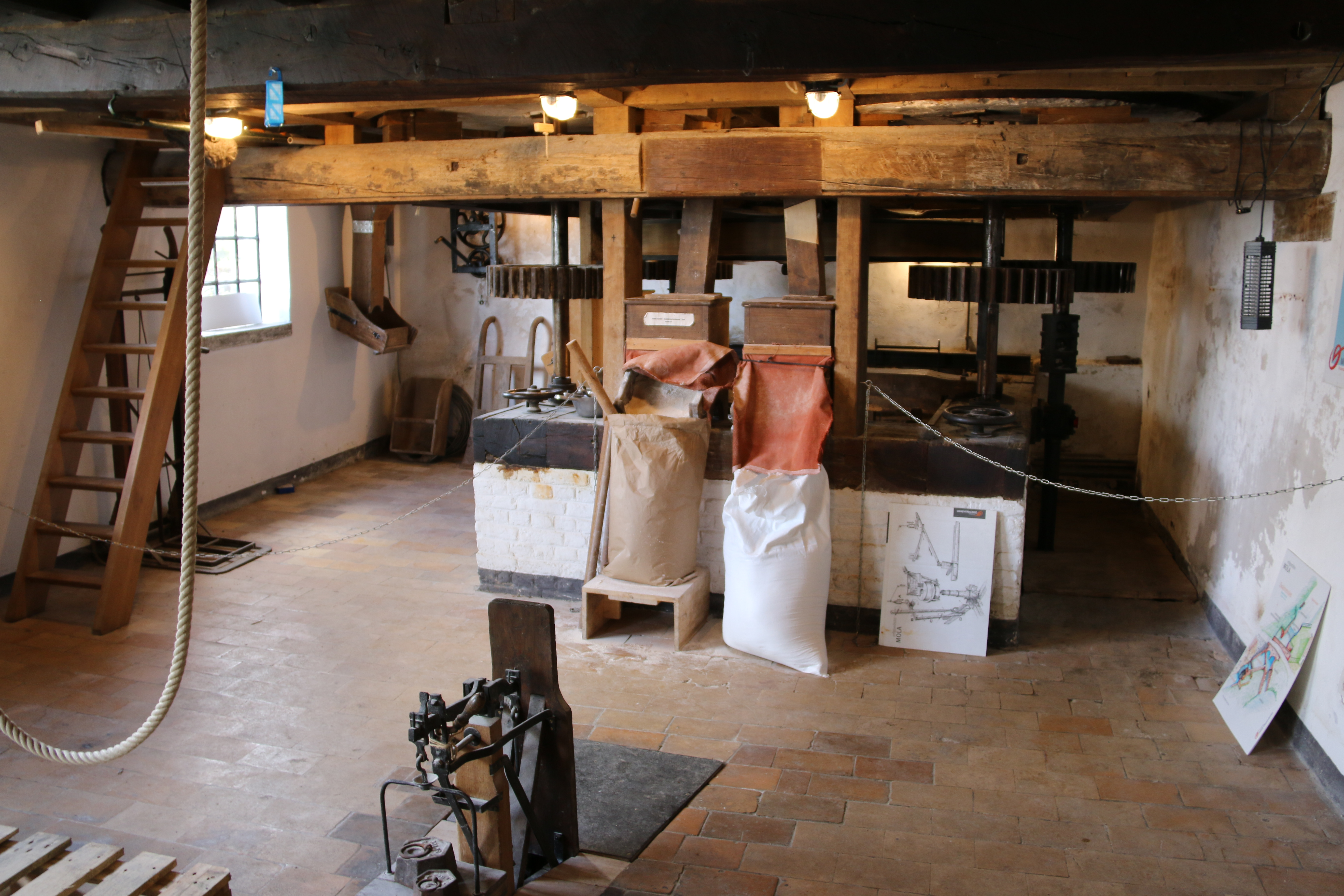

De Zwalmmolen is een watermolen op de Zwalmbeek in de Zwalmvallei in Munkzwalm, een dorp in de Belgische provincie Oost-Vlaanderen.

## Geschiedenis
De Zwalmmolen wordt voor het eerst vermeld in 1040 als watermolen "Ten Berge". Deze molen krijgt voor het eerst de aanduiding "Sualme Meulen" op een figuratieve kaart gemaakt in opdracht van bisschop Antonius Triest (1621-1657).
De molen deed oorspronkelijk dienst voor het malen van koren en lijnzaad. Later werd hier ook cichorei, maïs, rijst, tabak en graan vermalen.
De molen was actief tot in 1970.

## Actueel
In 1990 kocht de provincie Oost-Vlaanderen de Zwalmmolen aan met de bedoeling hem te restaureren en weer maalvaardig te maken. In 2025 raakte bekend dat de site verder gerestaureerd wordt.
Het vroegere molenhuis, rechtover het molengebouw, is ingericht als taverne-restaurant met verhuur van fietsen.
Op de Zwalm en rond de Zwalmmolen worden bevers gespot.

## Toerisme
Rechts van het molenhuis is de toegang tot een ruime parkeerplaats naast en achter het molenhuis.
In het molenhuis kan men terecht voor de huur van fietsen.
Men kan van hier zowel stroomopwaarts als stroomafwaarts op een pad langs de Zwalmbeek wandelen.
Men kan ook de heuvel beklimmen; deze klim is ter plaatse bekend onder de naam "Zwalmberg". Boven heeft men een panoramisch zicht op de Zwalmvallei.
Aan de Zwalmmolen bevindt zich het startpunt van de Zwalmbeek wandelroute en de Watermolen fietsroute.
Hier passeert ook de AVS Zwalmroute, een fietsroute van 50 km. Deze route is niet te verwarren met de Zwalmroute, een autoroute van 90 km.

## Bezienswaardigheden
- De watermolen en het molenhuis
- Gedenksteen van Omer Wattez
- De automatische stuw op de Zwalmbeek
- Wandelpaden langs de beek
- Vergezichten, zowel beneden als boven op de "Zwalmberg"

## Adres
Het molenhuis bevindt zich rechtover de Zwalmmolen op het adres Rekegemstraat 28, 9630 Zwalm.